# 老子知歩
老子 知歩（おいご ちほ、10月15日 - ）は、日本のフリーアナウンサー、ニュース司会者。

## 経歴
大阪府出身。甲南女子大学文学部英語英米文学科卒業。
2014年から茨城放送 のレポーターとして活動を開始した。その後は、2016年からNHK山形放送局の契約キャスターを、2017年からNHK大阪放送局の契約キャスターを務めていた。
NHKとの契約の終了後、1年間のイギリス留学を経て、2021年3月からエスオープロモーションに所属している。

## 人物
音楽・ライブ鑑賞が好きで、特にUKロックを好む。

## 担当番組

### ラジオ番組
- スクーピーレポート[2]（茨城放送、2014年 - ）
- HAPPYパンチ!（茨城放送、2015年4月 - 2016年3月） - 木曜アシスタント
- 朝日新聞ニュース・お昼のニュース（茨城放送）
- IBSスーパーサッカー[6]（茨城放送） - ピッチサイドリポーター
- 夏の高校野球茨城大会中継[7]（茨城放送） - スタジオリポーター
- ラジオニュース（NHK山形放送局）
- 気象情報（NHK山形放送局）
- 山形ひるどきラジオ なにしったのや〜？（NHK山形放送局） - アシスタント
- かんさいミュージックBOX なみはな（NHK大阪放送局、2017年4月 - 2018年3月） - DJ
- 番組宣伝スポット（NHK大阪放送局）

### テレビ番組
- ニュースやまがた6時（NHK山形放送局） - メインキャスター兼リポーター
- NHK東北 復興応援キャンペーン 大好き♡東北（東北地方のNHK6局ブロックネット番組） - NHK山形放送局在籍中にリポーターとして出演